# کشف (روایت)
کشف در اصطلاح ادبیات داستانی و ادبیات نمایشی، فرایند آگاهی شخصیت اصلی یا یکی از شخصیت‌های اصلی اثر داستانی از نکته‌ای اساسی است که تا آن لحظه بر او مجهول بوده‌است. این فرایند غالباً در لحظهٔ اوج یا گره‌گشایی روی می‌دهد. به عنوان مثال، هنگامی که در داستانی از فردوسی، آگاهی رستم از رابطه‌اش با سهراب پس از شکافتن پهلوی او یکی از نمونه‌های کشف است.